# Colletoecima
Colletoecima é um género botânico pertencente à família Rubiaceae.<